# 卡拉威老
卡拉威老是加拿大安大略省多倫多的一個社區，前為小村莊。它位於多倫多的西北角，在怡陶碧谷區內。現今卡拉威老社區的主要產業為工業及商業。

## 歷史

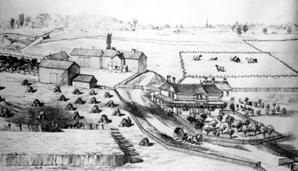
力士杜道（Rexdale Boulevard）北端的Guardhouse estate，1878年

最初的小村莊建於1850年，位於亞比安道（Albion Road）、Indian Line（後併入50號公路及427號公路）和士刁士路的五個路口。它建在上加拿大書院（Upper Canada College）的法文教師Jean du Petit Pont de la Haye（1799-1872）擁有的土地上。他以其女兒卡拉·伊利沙伯（Claire Elizabeth，後為Berthon，1831-1903）的名字命名他的莊園社區。在怡陶碧谷北部對角上建造了一條私人街道，作為通過Toronto Gore Township（現為卡利登和賓頓的一部分）通往亞比安鎮（Albion Township）的捷徑，在卡拉威老收費。這條道路最初被命名為卡拉威老（Claireville），但後被稱為亞比安道（Albion Road，為街道的當前名稱）。

### 發展
1957年，在村莊以南的漢伯河（Humber River）西支流修建了一座防洪壩，由此建造了卡拉威老水庫（Claireville reservoir）和卡拉威老保護區（Claireville Conservation Area）。隨著郊區工業發展的侵蝕，卡拉威老開始失去它的鄉村特色。1980年中期，亞比安道（Albion Road）和士刁士路重新排列，繞過社區。在1970年代，427號公路沿社區西南邊緣的Indian Line沿線建造，並在1990年代延伸至407號公路，當時這條收費公路就建在北邊。這與現有的鐵路線和靠近皮爾遜機場的距離相結合，使該地區成為主要的工業用地。如今，卡拉威老在多倫多的部分的一些原有住宅已經消失，取而代之的是貨倉和開放式貨倉及卡車運輸用途，其餘大部分房屋不再用作住宅。
卡拉威老今天非正式地擴展到賓頓，前Indian Line和427號公路的廢棄部分以西的部分位於賓頓。與多倫多一樣，卡拉威老在賓頓的部分主要由皇后街以北的住宅區組成。Indian Line Campground位於靠近南端的密西沙加Malton社區。
該地區靠近有較多南亞裔居民的力士杜社區，以及城外的賓頓和密西沙加Malton社區。這個擁有大量廉價地段的交通便利的地區已成為數座印度教寺廟的所在地，其中最著名的是BAPS Shri Swaminarayan Mandir Toronto。

## 教育
多倫多公校教育局在社區內運營一所小學——卡拉威老初級學校（Claireville Junior School）。該公立小學為大約375名學生提供教育空間。這所小學隸屬於多倫多公校教育局，提供由幼稚園至5年級的課程，還通過許多合作夥伴關係與學生的家長或監護人以及社區進行互動，例如Holiday Food Drive with the Daily Bread、來自當地高中的Co-op學生安置，以及來自約克大學、多倫多大學及其他教育院校的教師實習生。

## 設施
- 天威工業園（Skyway Industrial Park）
- 己連杜紀念花園（英语：Glendale Memorial Gardens）
- Westwood Arena
- 奧貝泰克（Apotex）
- 哈德逊湾公司倉庫